# Trogulus melitensis
Espèce
Trogulus melitensis est une espèce d'opilions dyspnois de la famille des Trogulidae.

## Distribution
Cette espèce est endémique de Croatie. Elle se rencontre sur Mljet.

## Description
Le mâle holotype mesure 5,05 mm.

## Systématique et taxinomie
Cette espèce a été décrite par Schönhofer et Martens en 2009.

## Étymologie
Son nom d'espèce, composé de melit[a] et du suffixe latin -ensis, « qui vit dans, qui habite », lui a été donné en référence au lieu de sa découverte, Mljet.

## Publication originale
- Schönhofer & Martens, 2009 : « Revision of the genus Trogulus Latreille: the Trogulus hirtus species-group (Opiliones: Trogulidae). » Contributions to Natural History, vol. 12, p. 1143–1187.